# Krškói atomerőmű
A krškói atomerőmű (szlovénül: Jedrska elektrarna Krško, JEK, vagy Nuklearna elektrarna Krško, NEK; horvátul: Nuklearna elektrana Krško) a szlovéniai Krško városi község önkormányzatának Vrbina településén található atomerőmű. 1981. október 2-án csatlakozott az elektromos hálózatra, és 1983. január 15-én kezdte meg kereskedelmi üzemét. Az erőművet az akkoriban Jugoszláviához tartozó Szlovénia és Horvátország közös vállalkozásaként építették.
Az erőmű egy 2 hűtőkörös Westinghouse-gyártmányú nyomottvizes reaktor, amelynek névleges hőteljesítménye 1994 termikus megawatt (MWt) és 696 elektromos megawatt (MWe). Dúsított uránnal (5 tömegszázalék 235U) működik, 48,7 t tömegű üzemanyaggal, 121 fűtőelemmel, demineralizált vízzel mint moderátorral, és 36 darab, egyenként 20 vezérlőrúdból álló, ezüst, indium és kadmium ötvözetből készült köteggel a teljesítmény szabályozására. Testvérerőműve az Angra I. Brazíliában.
A Nuklearna elektrarna Krško (NEK) üzemeltető társaság a szlovén állami tulajdonú Gen Energija és a horvát állami tulajdonú Hrvatska elektroprivreda (HEP) társaság társtulajdonában áll. Az erőmű Szlovénia áramigényének több mint negyedét, Horvátország áramszükségletének pedig 16%-át biztosítja.

## Története
Az 1970-es évek elején Tito jugoszláv kormánya felismerte, hogy a legiparosodottabb köztársaságokban, Horvátországban és Szlovéniában további villamosenergia-termelésre van szükség. Mivel hazai uránforrás állt rendelkezésre, a Siemens (Németország) és a Westinghouse (USA) ajánlatokat adott egy-egy praktikus méretű atomerőműre. Az amerikai kormány beleegyezésével a Westinghouse nyerte a versenyt, hogy az akkor Brazíliában épülő angrai atomerőművön alapuló erőművet szállítson. A jugoszláv vezetőség 1975-ben a szlovén és a horvát energetikai vállalat munkatársaiból, valamint a belgrádi központi kormány képviselőjéből állt. A tervezés megkezdésekor felismerték, hogy a Westinghouse-nak volt egy korszerűbb terve a KORI-2 erőműre, amely ma a Krško testvérerőműve. Valójában, amikor a Krško erőmű 1981-ben megkezdte az energiatermelést, megelőzte az Angra és a Kori-2 erőműveket is.
Az üzem két ország közös tulajdonába kerülésének oka az volt, hogy Jugoszlávia akkori tagköztársaságai két üzem építését tervezték, egy-egy üzemet mindkét tagköztársaságban, az eredeti 1970-es megállapodás és annak 1982-es felülvizsgált változata szerint. Ezt a tervet azonban 1987-ben elvetették a finanszírozással és a villamos energia árával kapcsolatos nézeteltérések, valamint az 1986-os csernobili atomerőmű-baleset negatív hatásai miatt. 1987-től kezdve felmerült a nukleáris hulladék tárolásának kérdése, mivel az egyetlen meglévő hulladéktároló Szlovéniában volt.
Jugoszlávia széthullása és a két ország függetlenné válása jelentősen megnehezítette a közös üzemeltetést. 1997-ben a szlovén ELES és a NEK úgy döntött, hogy megemeli az ELES-nek és a horvát HEP-nek kiszámlázott üzemeltetési és leszerelési költségeket, de a HEP nem volt hajlandó ezt kifizetni. 1998-ban a szlovén kormány államosította a NEK-et, leállította a HEP-nek a Krškóból történő áramszállítását, és beperelte a HEP-et a kifizetetlen számlák miatt. A HEP 1999-ben viszontkeresetet nyújtott be kártérítésért az ellátás hiánya miatt. 2001 januárjában a két ország vezetői megegyeztek a krškói atomerőmű egyenlő tulajdonjogáról, a nukleáris hulladékért való közös felelősségről és a kölcsönös követelések kiegyenlítéséről. 2002. január 1-jén kezdődött volna meg az erőmű közös irányítása. Az erőműnek legkésőbb 2002. július 1-jén kellett volna megkezdenie Horvátország áramellátását, de a helyi lakosság tiltakozása miatt a csatlakozás csak 2003-ban jött létre. A HEP azóta ráadásul beperelte a szlovén felet a kártérítésért a legutóbbi egyéves időszakban, amikor Krško nem szállított áramot. A Beruházási Viták Rendezésének Nemzetközi Központja 2015 decemberében a HEP javára döntött, és több mint 40 millió euró kártérítést, kamatokat és ügyvédi költségeket ítélt meg neki.
2015-ben a kezdeti 40 éves élettartam 20 évvel történő meghosszabbításáról állapodtak meg a felek.
Az erőmű az előrejelzések szerint az 1511-es idrijai földrengés erejéig ellenáll a földrengéseknek, amely Szlovénia történetének legsúlyosabb rengése volt. A 2011-es fukusimai atomkatasztrófa után szeizmikus utólagos megerősítéseket hajtottak végre. 2020-ban az erőművet a Richter-skála szerinti 5,5-ös erősségű zágrábi földrengést követően ellenőrizték, és a még erősebb, 6,4-es petrinyai földrengés után megelőző biztonsági intézkedésként több napra leállították.
Az ellenőrzések egyik esetben sem találtak károkat, így a létesítményt nem sokkal később újraindíthatták.
2023-ban megállapodás született az atomerőmű üzemeltetésének 2043-ig történő meghosszabbításáról.

## Lehetséges bővítése
2022. március 28-án Andrej Plenković horvát miniszterelnök kijelentette, hogy támogatja az atomerőmű bővítését, ugyanakkor annak végrehajtása Szlovéniától függ. 2022. november 2-án Robert Golob szlovén miniszterelnök kijelentette, hogy népszavazást tartanak a második krškói reaktor létesítésének nyilvános jóváhagyásáról, amint kiválasztják a megfelelő reaktortechnológiát és a leendő gyártót. 2024 augusztusában Golob miniszterelnök vállalta, hogy a két blokkos, legfeljebb 2400 MWe teljesítményű bővítésről népszavazást tartanak, amelyre a kulcsfontosságú dokumentumok közzététele után, 2024 november 24-én került volna sor. Végül alig 1 hónappal a népszavazás előtt visszavonták a kezdeményezést.

## Fordítás
- Ez a szócikk részben vagy egészben  a   Krško Nuclear Power Plant című angol Wikipédia-szócikk ezen változatának fordításán alapul.  Az eredeti cikk szerkesztőit annak laptörténete sorolja fel. Ez a jelzés csupán a megfogalmazás eredetét és a szerzői jogokat jelzi, nem szolgál a cikkben szereplő információk forrásmegjelöléseként.